# Observatorium
Ein Observatorium (lateinisch observare ‚beobachten‘) ist eine Beobachtungsstation für astronomische, meteorologische oder geophysikalische Phänomene. Die bekannteste Art eines Observatoriums ist die Sternwarte zur Beobachtung von Himmelskörpern. Spezielle astronomische Observatorien beobachten kosmische Phänomene verschiedener Wellenlänge: beispielsweise gibt es Weltraumteleskope für die Bereiche von Infrarot-, Ultraviolett- und Röntgenstrahlung sowie im langwelligen Bereich die Radioteleskope.
Erdbebenwarten sind seismische Observatorien, die der Beobachtung von Erdbeben dienen. Andere Stationen aus dem Bereich Geophysik dienen für Messungen des Erdmagnetismus, der Meeres- und der Erdgezeiten.